# Site archéologique de Cerro de la Virgen de la Cuesta
Le site archéologique de Cerro de la Virgen de la Cuesta est situé dans la municipalité d'Alconchel de la Estrella, dans la province de Cuenca (Espagne). 

## Description
Il est localisé dans la partie nord-ouest de la Sierra de la Cuesta. Le site forme une grande colline avec des pentes escarpées et un sommet en plateau qui en fait un lieu de défense facile bien qu'il ne soit pas d'une hauteur importante. La partie ouest et la partie descendent en pente douce sous forme de terrasses. Vers l'est se trouve la route d'accès au site près d'une nécropole. Sur la même colline se trouve l'ermitage de la Virgen de la Cuesta (es).

## Histoire
Au XIXe siècle, Miguel Cortès évoque la localisation possible d'Althia sur ce site. Enrique Gozalbes Cravioto reprend cette hypothèse avec un oppidum préromain dont le nom, la localisation et la période principale de peuplement avant sa destruction à la fin du IIIe ou au début du IIe siècle av. J.-C. évoque la ville d'Althia sur ce site.

## Archéologie
Le site archéologique est une ville stratégique organisée sous forme de terrasses descendantes et fortifiée, dont elle conserve des vestiges clairs dans ses points les plus accessibles. Des vestiges de bâtiments sont visibles.
Le nom du site apparaît dans l'historiographie traditionnelle de Cuenca à la fin du XVIIIe siècle avec Manuel Risco dans les références qu'il fait à la découverte de deux bornes milliaires portant le nom de deux villes romaines : Munda (es) et Cenina, dont cette dernière serait situé dans le site archéologique de Cerro de la Virgen (es).

### Lieu de peuplement
La structure d'une ville organisée apparaît selon la topographie du site sous forme de terrasses où se situent les habitations, réservant la partie la plus élevée à d'autres types de bâtiments encore à définir, puisqu'une partie importante est réoccupée à l'époque romaine, détruisant ou chevauchant des constructions précédentes. Cette occupation romaine doit être liée à certaines mines voisines de lapis specularis qui sont exploitées jusqu'au IIe siècle.

### Muraille
Les fouilles de la muraille débutent en 1991, révélant une entrée monumentale avec deux tours intérieures qui la protègent. La rareté de ce qui est conservé permet de supposer qu'elle n'a jamais été achevée ou qu'il faut supposer l'utilisation de palissades sur un solide socle en pierre.

### Nécropole
Les travaux commencent en 1986 permettant la découverte d'une grande nécropole dans laquelle sont fouillées plus d'une centaine de tombes qui montrent une grande variété typologique, allant d'un simple trou creusé dans la roche à des constructions plus complexes comme des tumuli de type princier. La chronologie de ces tombes va du Ve siècle av. J.-C. au Ier siècle apr. J.-C. Une seconde couche superposée à la précédente montre l'utilisation d'une nécropole funéraire médiévale dès la première période de repeuplement aux XIIe et XIIIe siècles.